# Cnemaspis argus
Cnemaspis argus este o specie de șopârle din genul Cnemaspis, familia Gekkonidae, descrisă de Dring 1979. Conform Catalogue of Life specia Cnemaspis argus nu are subspecii cunoscute.